# Alfabet deseret
Alfabet deseret (deseret 𐐔𐐇𐐝𐐀𐐡𐐇𐐓) – system znaków, stworzony w latach 1847–1854 na potrzeby wyznawców Kościoła Jezusa Chrystusa Świętych w Dniach Ostatnich.

## Historia

### Powstanie alfabetu
Po śmierci Josepha Smitha, Jr., pierwszego przywódcy mormonów, w 1844 r. grupa wyznawców pod przewodnictwem Brighama Younga opuściła dotychczasowe osiedla i udała się na tereny obecnego stanu Utah, by tam budować nowe społeczeństwo. Jednym ze środków dla jego powstania miała być rezygnacja z alfabetu łacińskiego i wykorzystanie nowego, oryginalnego systemu znaków.
W prace nad nowym alfabetem zaangażowała się rada regentów (organ nadzorczy) powstałego w 1850 r. Uniwersytetu Deseret. Celem miało być stworzenie systemu znaków, który byłby lepiej dostosowany do fonetyki języka angielskiego i ułatwił imigrantom do USA naukę tego języka. Największy wkład w prace nad alfabetem deseret, zakończone w 1854 r., wniósł George Darling Watt (1812–1881), sekretarz Brighama Younga.

### Wykorzystywanie przez mormonów (XIX w.)

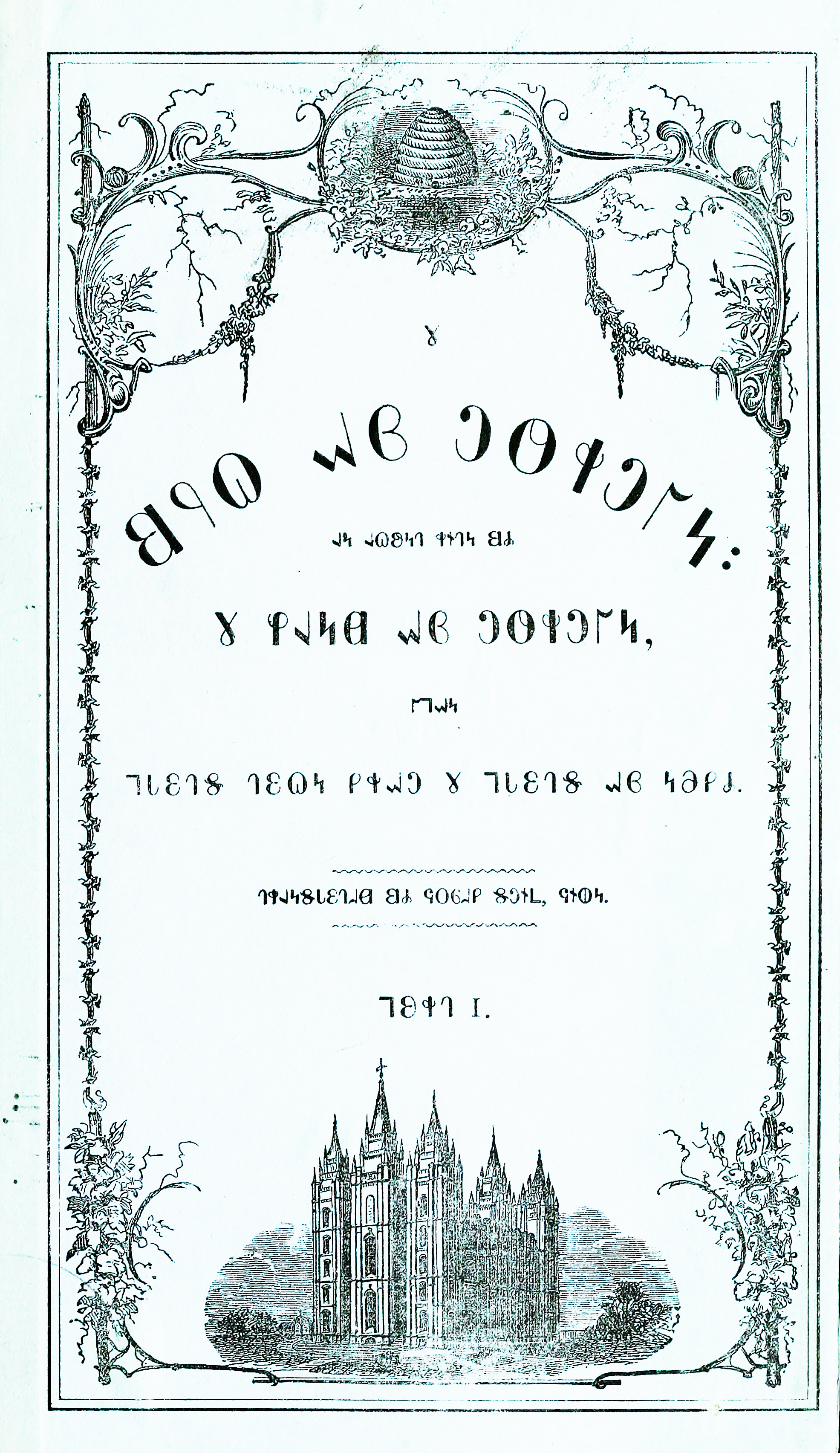
Okładka Księgi Mormona, wydanej w alfabecie deseret (1869).

Alfabet był używany początkowo przez George’a Darlinga Watta do zapisywania notatek ze spotkań biskupów kościoła. Później zaczęto go wykorzystywać do nauki w niektórych szkołach Utah (w miejscowościach Provo, Lehi, American Fork i Pleasant Grove).
Mimo licznych zabiegów i poniesionych kosztów, alfabet deseret nie cieszył się wielką popularnością wśród mormonów, był także krytykowany w publikacjach spoza kręgów Kościoła. Alfabet deseret wykorzystywano między innymi:
- do druku cytatów z Księgi Mormona lub Nowego Testamentu na łamach gazety Deseret News (przez kilkanaście miesięcy w latach 1859 i 1864)[4],
- wydruku co najmniej czterech książek[4],
- sporządzenia słownika z języka angielskiego na język hopi[6],
- jako fragment inskrypcji nagrobka na cmentarzu w Cedar City[7].

Ralph Vigoda (reporter The Philadelphia Inquirer) i A.J. Simmonds (historyk z Weber State University) uważają, że największym ciosem dla popularności alfabetu była Pierwsza Kolej Transkontynentalna, której budowę ukończono w 1869 r. Miała ona sprawić, że na tereny tradycyjnie zajmowane przez mormonów napłynęła nowa ludność, niezwiązana z kościołem i która miała łatwy dostęp do literatury angielskojęzycznej, zapisywanej alfabetem łacińskim. Okoliczności te miały przyczynić się do zaniku zainteresowania alfabetem deseret.

### Wykorzystywanie w XX w.

Tekst „Information wants to be free” („Informacja chce być wolna”) w pięciu fontach obsługujących alfabet deseret.

Rozwój technik DTP obniżył koszty druku publikacji, co sprawiło, że od lat 90. XX wieku wśród angielskojęzycznych mormonów wzrosło zainteresowanie wykorzystaniem alfabetu. Miało to zarówno miejsce w przypadku publikacji papierowych (dokonano reprintu Księgi Mormona w alfabecie deseret), jak i elektronicznych (opublikowano PDF zawierający Księgę Mormona, Nauki i Przymierza oraz Perłę Wielkiej Wartości).
Alfabet deseret jest dostępny dla użytkowników komputerów między innymi:
- jako font desalph (zgodny z systemami METAFONT i LATEX)[4],
- jako część fontu Segoe UI Symbol, dostępnego dla użytkowników systemu Windows (od wersji Windows 7)[12]

## Nazwa
Nazwa alfabetu wywodzi się od jeredyckiego słowa mającego oznaczać pszczołę miodną.

## Alfabet
| Litera                                                                                                  | Nazwa angielska | Wymowa (IPA) |     | Litera   | Nazwa angielska | Wymowa (IPA) |         | Litera | Nazwa angielska | Wymowa (IPA) |       | Litera | Nazwa angielska | Wymowa (IPA) |
| 𐐀 𐐨 | Long I          | /iː/         | 𐐁 𐐩 | Long E   | /eɪ/            | 𐐂 𐐪          | Long A  | /ɑː/   | 𐐃 𐐫             | Long Ah      | /ɔː/  |        |                 |              |
| 𐐄 𐐬 | Long O          | /oʊ/         | 𐐅 𐐭 | Long Oo  | /uː/            | 𐐆 𐐮          | Short I | /ɪ/    | 𐐇 𐐯             | Short E      | /ɛ/   |        |                 |              |
| 𐐈 𐐰 | Short A         | /æ/          | 𐐉 𐐱 | Short Ah | /ɒ/             | 𐐊 𐐲          | Short O | /ʌ/    | 𐐋 𐐳             | Short Oo     | /ʊ/   |        |                 |              |
| 𐐌 𐐴 | Ay              | /aɪ/         | 𐐍 𐐵 | Ow       | /aʊ/            | 𐐎 𐐶          | Wu      | /w/    | 𐐏 𐐷             | Yee          | /j/   |        |                 |              |
| 𐐐 𐐸 | H               | /h/          | 𐐑 𐐹 | Pee      | /p/             | 𐐒 𐐺          | Bee     | /b/    | 𐐓 𐐻             | Tee          | /t/   |        |                 |              |
| 𐐔 𐐼 | Dee             | /d/          | 𐐕 𐐽 | Chee     | /tʃ/            | 𐐖 𐐾          | Jee     | /dʒ/   | 𐐗 𐐿             | Kay          | /k/   |        |                 |              |
| 𐐘 𐑀 | Gay             | /ɡ/          | 𐐙 𐑁 | Ef       | /f/             | 𐐚 𐑂          | Vee     | /v/    | 𐐛 𐑃             | Eth          | /θ/   |        |                 |              |
| 𐐜 𐑄 | Thee            | /ð/          | 𐐝 𐑅 | Es       | /s/             | 𐐞 𐑆          | Zee     | /z/    | 𐐟 𐑇             | Esh          | /ʃ/   |        |                 |              |
| 𐐠 𐑈 | Zhee            | /ʒ/          | 𐐡 𐑉 | Er       | /r/             | 𐐢 𐑊          | El      | /l/    | 𐐣 𐑋             | Em           | /m/   |        |                 |              |
| 𐐤 𐑌 | En              | /n/          | 𐐥 𐑍 | Eng      | /ŋ/             | 𐐦 𐑎          | Oi*     | /ɔɪ/   | 𐐧 𐑏             | Ew*          | /juː/ |        |                 |              |
| * Ligatury, niebędące częścią pierwotnej wersji alfabetu, wykorzystywane przez niektórych użytkowników. |                 |              |     |          |                 |              |         |        |                 |              |       |        |                 |              |